# Ерзянський національний одяг
Ерзянський національний одяг (костюм) (ерз. Эрзянь раськень оршамопельть) — сукупність традиційного народного вбрання, яке відображає культурно-національні особливості ерзянського народу; один з найбагатших видів народного мистецтва ерзян.

## Загальні риси
Історія народного вбрання ерзян тісно пов'язана з традиціями інших народів, насамперед мокшан, удмуртів, марійців, які жили і живуть по сусідству, і в яких спостерігається багато подібних елементів на всіх культурних рівнях.
Наявність загальних витоків серед фінно-угорських народів, а також близькість їх культур, особливо ерзян з мокшанами, є причиною відображення ряду спільних деталей національного вбрання і прийомів його оформлення, коріння яких сягає І-го — початку II тисячоліття. Своєї завершеної художньо-виразної форми національне вбрання досягло лише у середині XIX ст.
Відмінною рисою ерзянського одягу вважається вишивка: її орнамент, техніка та кольорова гамма. Забарвлення вишивки мало чотири основні кольори: чорний з синім відтінком, темно-червоний, жовтий і зелений. Орнаментальні малюнки відображали філософський погляд ерзян на навколишній світ, а техніка мала символічне навантаження (орнаменти «зміїна головка», «курячі лапки», «козячі копитця», «крильця», «ялинові гілки», «сонячні вузлики», «зірочки» та інші).

## Чоловіче вбрання
Основними складовими історичного чоловічого ерзянського костюма були сорочка (ерз. панар) і штани (ерз. понскт), пошиті з домотканого грубого полотна. Сорочки зазвичай носили «на випуск».
Навесні і восени одягали поверх пальто (ерз. сумань). Взимку — шубу з овчин, або тулуп.
Головними уборами були валяні шапки білого і чорного кольору. Улітку для роботи в полі одягали полотняний ковпак. Узимку носили шапку-вушанку або малахай.
Традиційним взуттям були личаки (ерз. карть) з липи або в'язя. Святковим видом взуття були чоботи зі шкіри корови або молодого теля (ерз. кемть). Взимку носили сірі та чорні (іноді білі) валянки. Перед надяганням взуття ноги огортали онучами: нижніми (ерз. пильгалга э) огортали ступні, верхніми (ерз. верьга пракста) — литки.
Чоловіче народне вбрання вийшло з ужитку у XVIII—XIX ст. У повсякденному житті не зустрічається.

## Жіноче вбрання
Основу історичного жіночого ерзянського костюма становлять сорочки (ерз. панар і покай). Обидві характеризується, насамперед, кількістю вишивки, густо вкритою на більшій частині полотна. Поверх сорочки жінки іноді одягали на кшталт сукні (ерз. кафтонь-крда), що було схоже на сарафан.
Елементом верхньої частини вбрання був розпашний одяг (ерз. руця або імпанар). Поверх сорочок іноді носили безрукавки, зазвичай приталені. Навесні і восени верхнім одягом, як і у чоловіків, служило пальто (ерз. сумань). Взимку — овчинні шуби.
Невід'ємними частинами жіночого костюма були пояс (ерз. вигенесэ каркс або паро каркс) та фартух. У свою чергу фартух ділився на два види: з грудкою (ерз. запон), і без грудки (ерз. покрышка). Фартух обов'язково був прикрашений підвісками, дзвіночками, або бісером та намистами (у пізніші часи). Пояс теж мав обов'язкову прикрасу — пулай, яку підв'язували ззаду, трохи нижче талії, на стегнах. Молоді дівчата носили легий пулай, старі жінки — важкий. Чим старіше була жінка — тим важче становився пулай. У святковому вбранні на пулай ще зверху надягали бісерний пояс (ерз. сэлге пулогай).

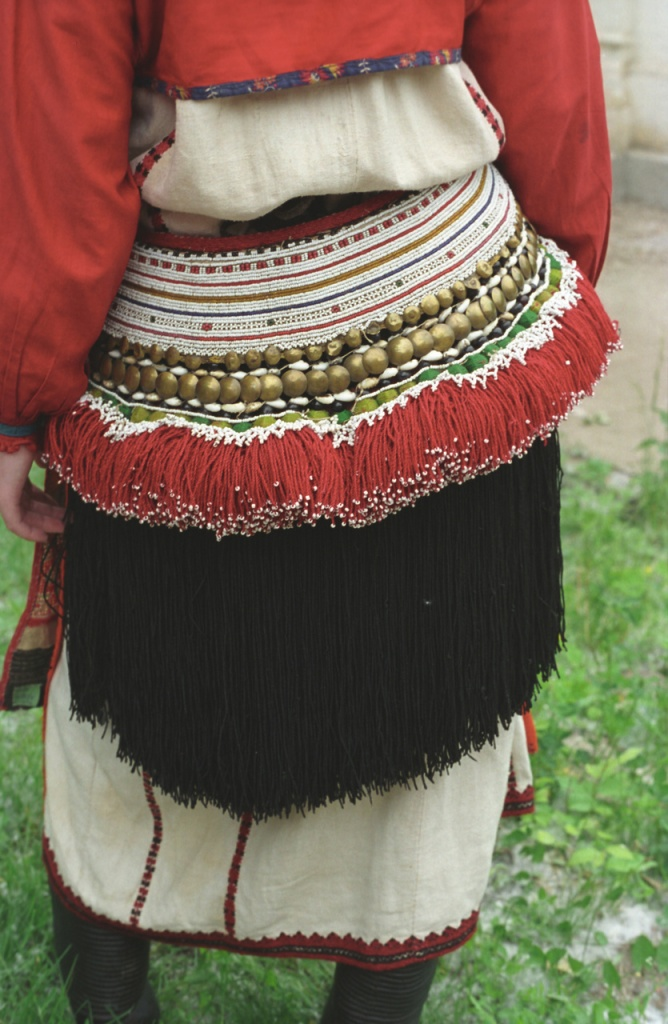
Жіноча прикраса ерзянок — пулай. Обов'язковий атрибут народного костюма

Особливе місце, як елементу жіночого вбрання, відводилося прикрасам — намисту, фібулам тощо, носіння яких свідчило про забезпеченість і добробут сім'ї.
Головні убори серед жінок різнилися. У молодих дівчат найпоширенішим видом головного убору була налобна пов'язка у вигляді обруча, обтягнута тканиною й оздоблена вишивкою, бісером, тасьмою тощо, в той час як у одружених жінок волосся повністю приховувалося і використовувалися прості або складні головні убори. До простих відносилися рушникові хустки, а складні мали тверду основу і були циліндрові, напівциліндрові, конусоподібними, рідше — лопатоподібними (ерз. панго, сорка, сорока). Найпоширенішим головним убором була сорока.
Жіноче народне вбрання практично вийшло з ужитку укінці XIX — на початку XX століть. Нині використовується лише у фестивалях, святах, інших культурних або церемоніальних заходах.